# Maciej Jachowski
Maciej Jachowski (sinh ngày 8 tháng 7 năm 1977) là một diễn viên và ca sĩ người Ba Lan.

## Tiểu sử
Maciej Jachowski xuất hiện lần đầu trên truyền hình với vai diễn trong tiểu thuyết truyền hình mang tên Sekcja 998 (phát sóng trên kênh TVP2, 2006). Trong soap opera trên kênh TVP2 M jak miłość, Jachowski vào vai Irek Podleśny, một người đồng nghiệp của Olga (Karolina Nowakowska). Ngoài ra, anh cũng xuất hiện trong 39 i pół (TVN, 2009), Samo Życie (Polsat, 2009),  và Na dobre i na złe (TVP2, 2010). Trong soap opera Na Wspólnej (TVN, 2010), Maciej Jachowski đóng vai Piotr Czubak. Ngoài ra, anh còn vào vai Krzysztof trong bộ phim điện ảnh mang tên Fenomen (2010).
Maciej Jachowski đã giành vị trí thứ hai khi tham gia vào mùa thứ năm của chương trình giải trí Jak oni śpiewają (2009) trên kênh Polsat. Tiếp đó, anh xuất hiện trong mùa thứ sáu của chương trình mang tên Pojedynek Mistrzów (2010).

## Thành tích nghệ thuật
| Tựa đề       | Năm  | Vai diễn              | Ghi chú |
| ------------ | ---- | --------------------- | ------- |
| Och, Karol 2 | 2011 | Bạn công sở của Karol |         |
| Fenomen      | 2010 | Fenomen               |         |

| Tựa đề            | Năm      | Vai diễn                                  | Ghi chú |
| ----------------- | -------- | ----------------------------------------- | ------- |
| Na Wspólnej       | 2010–nay | Piotr Czubak                              |         |
| Na dobre i na złe | 2010     | Kamil                                     |         |
| Samo Życie        | 2009     | Người tham gia đua xe đường phố trái phép |         |
| 39 i pół          | 2009     | Nhân viên ngân hàng                       |         |
| M jak miłość      | 2007–nay | Ireneusz Podleśny                         |         |
| Sekcja 998        | 2006     | Đội trưởng                                |         |